# Campionato mondiale maschile under 21 di pallavolo 2023
Il campionato mondiale maschile under 21 di pallavolo 2023, ventiduesima edizione del campionato mondiale, si è svolto dal 7 al 16 luglio 2023 a Riffa, in Bahrein: al torneo hanno partecipato sedici squadre nazionali under 21 e la vittoria finale è andata per la seconda volta all'Iran.

## Impianti
|                                                                  |  |  |
|                                                                  |  |  |
| Isa Sports City Hall Città: Riffa Capienza: ? Anno d'apertura: ? |  |  |

## Regolamento

### Formula
Le squadre, divise in quattro gironi mediante sorteggio, hanno disputato una prima fase con girone all'italiana: al termine della prima fase:
- le prime due classificate di ciascun girone hanno acceduto ai gironi E ed F della seconda fase: le prime due squadre classificate di ciascun girone hanno acceduto alla fase finale per il primo posto, giocata con semifinali, finale per il terzo posto e finale, mentre le ultime due classificate hanno acceduto alla fase finale per il quinto posto, giocata con semifinali, finale per il settimo posto e finale per il quinto posto.
- le ultime due classificate di ciascun girone hanno acceduto ai gironi G ed H della seconda fase: le prime due squadre classificate di ciascun girone hanno acceduto alla fase finale per il nono posto, giocata con semifinali, finale per l'undicesimo posto e finale per il nono posto, mentre le ultime due classificate hanno acceduto alla fase finale per il tredicesimo posto, giocata con semifinali, finale per il quindicesimo posto e finale per il tredicesimo posto[3].

### Criteri di classifica
Se il risultato finale è stato di 3-0 o 3-1 sono stati assegnati 3 punti alla squadra vincente e 0 a quella sconfitta, se il risultato finale è stato di 3-2 sono stati assegnati 2 punti alla squadra vincente e 1 a quella sconfitta.
L'ordine del posizionamento in classifica è stato definito in base a:
- Numero di partite vinte;
- Punti;
- Ratio dei set vinti/persi;
- Ratio dei punti realizzati/subiti;
- Risultati degli scontri diretti[4].

## Squadre partecipanti
| Squadra     | Qualificazione                                       | Ultima partecipazione    |
| ----------- | ---------------------------------------------------- | ------------------------ |
| Argentina   | 2ª al campionato sudamericano under 21 2022          | / Italia e Bulgaria 2021 |
| Bahrein     | Paese organizzatore                                  | / Italia e Bulgaria 2021 |
| Belgio      | 5ª nel FIVB World Rankings                           | / Italia e Bulgaria 2021 |
| Brasile     | 1ª al campionato sudamericano under 21 2022          | / Italia e Bulgaria 2021 |
| Bulgaria    | 6ª nel FIVB World Rankings                           | / Italia e Bulgaria 2021 |
| Canada      | 10ª nel FIVB World Rankings                          | / Italia e Bulgaria 2021 |
| Egitto      | 1ª nel campionato africano under 21 2022             | / Italia e Bulgaria 2021 |
| India       | 2ª nel campionato asiatico e oceaniano under 20 2022 | Turchia 2013             |
| Iran        | 1ª nel campionato asiatico e oceaniano under 20 2022 | / Italia e Bulgaria 2021 |
| Italia      | 1ª nel campionato europeo under 20 2022              | / Italia e Bulgaria 2021 |
| Messico     | 2ª nella coppa panamericana under 21 2022            | Messico 2015             |
| Polonia     | 2ª nel campionato europeo under 20 2022              | / Italia e Bulgaria 2021 |
| Rep. Ceca   | 11ª nel FIVB World Rankings                          | / Italia e Bulgaria 2021 |
| Stati Uniti | 1ª nella coppa panamericana under 21 2022            | Bahrein 2019             |
| Thailandia  | 12ª nel FIVB World Rankings                          | / Italia e Bulgaria 2021 |
| Tunisia     | 2ª nel campionato africano under 21 2022             | Repubblica Ceca 2017     |

## Torneo

### Prima fase
| Girone A   | Girone B | Girone C | Girone D    |
| ---------- | -------- | -------- | ----------- |
| Bahrein    | Brasile  | Bulgaria | Argentina   |
| Iran       | Egitto   | Canada   | Belgio      |
| Thailandia | Italia   | India    | Rep. Ceca   |
| Tunisia    | Messico  | Polonia  | Stati Uniti |

#### Girone A

##### Risultati
| 7 luglio 2023 Isa Sports City Hall, Riffa Durata: 1h:31 - Spettatori: 250   | Thailandia | 1 - 3 | Iran       | 5-25, 25-23, 13-25, 21-25         |
| 7 luglio 2023 Isa Sports City Hall, Riffa Durata: 1h:09 - Spettatori:       | Tunisia    | 0 - 3 | Bahrein    | 22-25, 12-25, 22-25               |
| 8 luglio 2023 Isa Sports City Hall, Riffa Durata: 2h:13 - Spettatori: 120   | Iran       | 3 - 2 | Tunisia    | 22-25, 22-25, 25-21, 25-22, 15-11 |
| 8 luglio 2023 Isa Sports City Hall, Riffa Durata: 1h:59 - Spettatori: 1 400 | Bahrein    | 2 - 3 | Thailandia | 24-26, 25-21, 25-21, 21-25, 12-15 |
| 9 luglio 2023 Isa Sports City Hall, Riffa Durata: 1h:37 - Spettatori: 300   | Tunisia    | 1 - 3 | Thailandia | 25-20, 17-25, 22-25, 21-25        |
| 9 luglio 2023 Isa Sports City Hall, Riffa Durata: 1h:06 - Spettatori: 1 000 | Iran       | 3 - 0 | Bahrein    | 25-11, 25-19, 25-19               |

##### Classifica
| Pos. | Squadra    | Pt | G | V | P | SV | SP | Ratio | PF  | PS  | Ratio |
| ---- | ---------- | -- | - | - | - | -- | -- | ----- | --- | --- | ----- |
| 1.   | Iran       | 8  | 3 | 3 | 0 | 9  | 3  | 3,000 | 282 | 217 | 1,300 |
| 2.   | Thailandia | 5  | 3 | 2 | 1 | 7  | 6  | 1,167 | 267 | 290 | 0,921 |
| 3.   | Bahrein    | 4  | 3 | 1 | 2 | 5  | 6  | 0,833 | 231 | 239 | 0,967 |
| 4.   | Tunisia    | 1  | 3 | 0 | 3 | 3  | 9  | 0,333 | 245 | 279 | 0,878 |

      Qualificata al girone E.
      Qualificata al girone G.

#### Girone B

##### Risultati
| 7 luglio 2023 Isa Sports City Hall, Riffa Durata: 1h:14 - Spettatori: 150 | Messico | 0 - 3 | Italia  | 26-28, 14-25, 16-25        |
| 7 luglio 2023 Isa Sports City Hall, Riffa Durata: 1h:21 - Spettatori: 150 | Egitto  | 0 - 3 | Brasile | 15-25, 15-25, 20-25        |
| 8 luglio 2023 Isa Sports City Hall, Riffa Durata: 1h:07 - Spettatori: 100 | Egitto  | 0 - 3 | Italia  | 18-25, 16-25, 12-25        |
| 8 luglio 2023 Isa Sports City Hall, Riffa Durata: 1h:16 - Spettatori: 80  | Brasile | 3 - 0 | Messico | 25-12, 25-17, 25-21        |
| 9 luglio 2023 Isa Sports City Hall, Riffa Durata: 1h:40 - Spettatori: 50  | Brasile | 3 - 1 | Italia  | 25-18, 22-25, 25-22, 25-19 |
| 9 luglio 2023 Isa Sports City Hall, Riffa Durata: 1h:38 - Spettatori: 80  | Messico | 1 - 3 | Egitto  | 13-25, 20-25, 25-17, 15-25 |

##### Classifica
| Pos. | Squadra | Pt | G | V | P | SV | SP | Ratio | PF  | PS  | Ratio |
| ---- | ------- | -- | - | - | - | -- | -- | ----- | --- | --- | ----- |
| 1.   | Brasile | 9  | 3 | 3 | 0 | 9  | 1  | 9,000 | 247 | 183 | 1,350 |
| 2.   | Italia  | 6  | 3 | 2 | 1 | 7  | 3  | 2,333 | 236 | 199 | 1,186 |
| 3.   | Egitto  | 3  | 3 | 1 | 2 | 3  | 7  | 0,428 | 188 | 233 | 0,807 |
| 4.   | Messico | 0  | 3 | 0 | 3 | 1  | 9  | 0,111 | 179 | 245 | 0,731 |

      Qualificata al girone F.
      Qualificata al girone H.

#### Girone C

##### Risultati
| 7 luglio 2023 Isa Sports City Hall, Riffa Durata: 1h:27 - Spettatori: 80  | India    | 1 - 3 | Polonia  | 17-25, 14-25, 25-20, 19-25        |
| 7 luglio 2023 Isa Sports City Hall, Riffa Durata: 1h:44 - Spettatori: 100 | Canada   | 1 - 3 | Bulgaria | 12-25, 25-21, 20-25, 25-27        |
| 8 luglio 2023 Isa Sports City Hall, Riffa Durata: 1h:08 - Spettatori: 50  | Canada   | 0 - 3 | Polonia  | 14-25, 17-25, 21-25               |
| 8 luglio 2023 Isa Sports City Hall, Riffa Durata: 1h:40 - Spettatori: 100 | Bulgaria | 3 - 1 | India    | 25-19, 22-25, 29-27, 25-13        |
| 9 luglio 2023 Isa Sports City Hall, Riffa Durata: 1h:56 - Spettatori: 120 | Bulgaria | 3 - 2 | Polonia  | 25-23, 26-28, 25-17, 22-25, 15-11 |
| 9 luglio 2023 Isa Sports City Hall, Riffa Durata: 1h:38 - Spettatori: 100 | India    | 1 - 3 | Canada   | 25-18, 27-29, 20-25, 22-25        |

##### Classifica
| Pos. | Squadra  | Pt | G | V | P | SV | SP | Ratio | PF  | PS  | Ratio |
| ---- | -------- | -- | - | - | - | -- | -- | ----- | --- | --- | ----- |
| 1.   | Bulgaria | 8  | 3 | 3 | 0 | 9  | 4  | 2,250 | 312 | 270 | 1,156 |
| 2.   | Polonia  | 7  | 3 | 2 | 1 | 8  | 4  | 2,000 | 274 | 240 | 1,142 |
| 3.   | Canada   | 3  | 3 | 1 | 2 | 4  | 7  | 0,571 | 231 | 267 | 0,865 |
| 4.   | India    | 0  | 3 | 0 | 3 | 3  | 9  | 0,333 | 253 | 293 | 0,863 |

      Qualificata al girone E.
      Qualificata al girone G.

#### Girone D

##### Risultati
| 7 luglio 2023 Isa Sports City Hall, Riffa Durata: 1h:24 - Spettatori: 90  | Stati Uniti | 0 - 3 | Argentina   | 22-25, 19-25, 23-25              |
| 7 luglio 2023 Isa Sports City Hall, Riffa Durata: 1h:26 - Spettatori: 70  | Rep. Ceca   | 0 - 3 | Belgio      | 20-25, 20-25, 22-25              |
| 8 luglio 2023 Isa Sports City Hall, Riffa Durata: 1h:44 - Spettatori: 100 | Rep. Ceca   | 1 - 3 | Argentina   | 26-24, 18-25, 25-27, 23-25       |
| 8 luglio 2023 Isa Sports City Hall, Riffa Durata: 1h:37 - Spettatori: 80  | Belgio      | 3 - 1 | Stati Uniti | 25-23, 16-25, 25-22, 25-20       |
| 9 luglio 2023 Isa Sports City Hall, Riffa Durata: 2h:03 - Spettatori:     | Belgio      | 2 - 3 | Argentina   | 25-18, 30-28, 15-25, 23-25, 9-15 |
| 9 luglio 2023 Isa Sports City Hall, Riffa Durata: 1h:40 - Spettatori: 250 | Stati Uniti | 1 - 3 | Rep. Ceca   | 19-25, 25-23, 23-25, 22-25       |

##### Classifica
| Pos. | Squadra     | Pt | G | V | P | SV | SP | Ratio | PF  | PS  | Ratio |
| ---- | ----------- | -- | - | - | - | -- | -- | ----- | --- | --- | ----- |
| 1.   | Argentina   | 8  | 3 | 3 | 0 | 9  | 3  | 3,000 | 287 | 258 | 1,112 |
| 2.   | Belgio      | 7  | 3 | 2 | 1 | 8  | 4  | 2,000 | 268 | 263 | 1,019 |
| 3.   | Rep. Ceca   | 3  | 3 | 1 | 2 | 4  | 7  | 0,571 | 252 | 265 | 0,951 |
| 4.   | Stati Uniti | 0  | 3 | 0 | 3 | 2  | 9  | 0,222 | 243 | 264 | 0,920 |

      Qualificata al girone F.
      Qualificata al girone H.

### Seconda fase
| Girone E   | Girone F  | Girone G | Girone H    |
| ---------- | --------- | -------- | ----------- |
| Bulgaria   | Argentina | Bahrein  | Egitto      |
| Iran       | Belgio    | Canada   | Messico     |
| Polonia    | Brasile   | India    | Rep. Ceca   |
| Thailandia | Italia    | Tunisia  | Stati Uniti |

#### Girone E

##### Risultati
| 11 luglio 2023 Isa Sports City Hall, Riffa Durata: 1h:13 - Spettatori: 85  | Iran       | 3 - 0 | Polonia    | 25-17, 25-23, 25-23        |
| 11 luglio 2023 Isa Sports City Hall, Riffa Durata: 1h:13 - Spettatori: 150 | Bulgaria   | 3 - 0 | Thailandia | 25-21, 25-18, 25-20        |
| 12 luglio 2023 Isa Sports City Hall, Riffa Durata: 1h:27 - Spettatori: 150 | Bulgaria   | 3 - 0 | Polonia    | 25-18, 35-33, 25-18        |
| 12 luglio 2023 Isa Sports City Hall, Riffa Durata: 1h:00 - Spettatori: 180 | Iran       | 3 - 0 | Thailandia | 25-11, 25-16, 25-19        |
| 13 luglio 2023 Isa Sports City Hall, Riffa Durata: 1h:00 - Spettatori: 65  | Thailandia | 0 - 3 | Polonia    | 16-25, 17-25, 18-25        |
| 13 luglio 2023 Isa Sports City Hall, Riffa Durata: 1h:38 - Spettatori: 150 | Iran       | 3 - 1 | Bulgaria   | 25-17, 23-25, 25-22, 25-23 |

##### Classifica
| Pos. | Squadra    | Pt | G | V | P | SV | SP | Ratio | PF  | PS  | Ratio |
| ---- | ---------- | -- | - | - | - | -- | -- | ----- | --- | --- | ----- |
| 1.   | Iran       | 9  | 3 | 3 | 0 | 9  | 1  | 9,000 | 248 | 196 | 1,265 |
| 2.   | Bulgaria   | 6  | 3 | 2 | 1 | 7  | 3  | 2,333 | 247 | 226 | 1,093 |
| 3.   | Polonia    | 3  | 3 | 1 | 2 | 3  | 6  | 0,500 | 207 | 211 | 0,981 |
| 4.   | Thailandia | 0  | 3 | 0 | 3 | 0  | 9  | 0,000 | 156 | 225 | 0,693 |

      Qualificata alle semifinali per il primo posto.
      Qualificata alle semifinali per il quinto posto.

#### Girone F

##### Risultati
| 11 luglio 2023 Isa Sports City Hall, Riffa Durata: 1h:51 - Spettatori: 200 | Brasile   | 3 - 1 | Belgio    | 25-23, 25-21, 22-25, 25-23       |
| 11 luglio 2023 Isa Sports City Hall, Riffa Durata: 1h:14 - Spettatori: 100 | Argentina | 0 - 3 | Italia    | 18-25, 21-25, 15-25              |
| 12 luglio 2023 Isa Sports City Hall, Riffa Durata: 1h:51 - Spettatori: 400 | Brasile   | 1 - 3 | Italia    | 23-25, 29-31, 25-18, 21-25       |
| 12 luglio 2023 Isa Sports City Hall, Riffa Durata: 1h:57 - Spettatori: 80  | Argentina | 3 - 2 | Belgio    | 21-25, 25-21, 23-25, 28-26, 15-9 |
| 13 luglio 2023 Isa Sports City Hall, Riffa Durata: 1h:54 - Spettatori: 100 | Italia    | 3 - 2 | Belgio    | 23-25, 25-18, 25-19, 16-25, 15-9 |
| 13 luglio 2023 Isa Sports City Hall, Riffa Durata: 1h:17 - Spettatori: 300 | Brasile   | 0 - 3 | Argentina | 23-25, 23-25, 18-25              |

##### Classifica
| Pos. | Squadra   | Pt | G | V | P | SV | SP | Ratio | PF  | PS  | Ratio |
| ---- | --------- | -- | - | - | - | -- | -- | ----- | --- | --- | ----- |
| 1.   | Italia    | 8  | 3 | 3 | 0 | 9  | 3  | 3,000 | 278 | 248 | 1,121 |
| 2.   | Argentina | 5  | 3 | 2 | 1 | 6  | 5  | 1,200 | 241 | 245 | 0,984 |
| 3.   | Brasile   | 3  | 3 | 1 | 2 | 4  | 7  | 0,571 | 259 | 266 | 0,974 |
| 4.   | Belgio    | 2  | 3 | 0 | 3 | 5  | 9  | 0,556 | 294 | 313 | 0,939 |

      Qualificata alle semifinali per il primo posto.
      Qualificata alle semifinali per il quinto posto.

#### Girone G

##### Risultati
| 11 luglio 2023 Isa Sports City Hall, Riffa Durata: 1h:43 - Spettatori: 100 | Canada  | 3 - 1 | Tunisia | 25-22, 17-25, 25-22, 25-18        |
| 11 luglio 2023 Isa Sports City Hall, Riffa Durata: 1h:57 - Spettatori:     | Bahrein | 3 - 2 | India   | 23-25, 28-26, 21-25, 25-20, 15-11 |
| 12 luglio 2023 Isa Sports City Hall, Riffa Durata: 1h:31 - Spettatori: 100 | Canada  | 3 - 1 | India   | 25-22, 23-25, 25-12, 25-21        |
| 12 luglio 2023 Isa Sports City Hall, Riffa Durata: 1h:58 - Spettatori: 200 | Bahrein | 2 - 3 | Tunisia | 21-25, 25-21, 25-18, 19-25, 12-15 |
| 13 luglio 2023 Isa Sports City Hall, Riffa Durata: 1h:02 - Spettatori: 30  | Tunisia | 0 - 3 | India   | 15-25, 19-25, 13-25               |
| 13 luglio 2023 Isa Sports City Hall, Riffa Durata: 1h:39 - Spettatori: 150 | Bahrein | 1 - 3 | Canada  | 22-25, 18-25, 31-29, 18-25        |

##### Classifica
| Pos. | Squadra | Pt | G | V | P | SV | SP | Ratio | PF  | PS  | Ratio |
| ---- | ------- | -- | - | - | - | -- | -- | ----- | --- | --- | ----- |
| 1.   | Canada  | 9  | 3 | 3 | 0 | 9  | 3  | 3,000 | 294 | 256 | 1,148 |
| 2.   | India   | 4  | 3 | 1 | 2 | 6  | 6  | 1,000 | 262 | 257 | 1,019 |
| 3.   | Bahrein | 3  | 3 | 1 | 2 | 6  | 8  | 0,750 | 303 | 315 | 0,962 |
| 4.   | Tunisia | 2  | 3 | 1 | 2 | 4  | 8  | 0,500 | 238 | 269 | 0,885 |

      Qualificata alle semifinali per il nono posto.
      Qualificata alle semifinali per il tredicesimo posto.

#### Girone H

##### Risultati
| 11 luglio 2023 Isa Sports City Hall, Riffa Durata: 1h:42 - Spettatori: 60  | Egitto    | 3 - 1 | Stati Uniti | 25-20, 25-20, 22-25, 25-20 |
| 11 luglio 2023 Isa Sports City Hall, Riffa Durata: 1h:09- Spettatori: 50   | Rep. Ceca | 3 - 0 | Messico     | 25-16, 25-14, 25-22        |
| 12 luglio 2023 Isa Sports City Hall, Riffa Durata: 2h:07 - Spettatori: 50  | Egitto    | 3 - 1 | Messico     | 25-12, 25-15, 22-25, 35-33 |
| 12 luglio 2023 Isa Sports City Hall, Riffa Durata: 1h:09 - Spettatori: 50  | Rep. Ceca | 3 - 0 | Stati Uniti | 25-19, 25-16, 25-17        |
| 13 luglio 2023 Isa Sports City Hall, Riffa Durata: 1h:40 - Spettatori: 60  | Messico   | 3 - 1 | Stati Uniti | 25-18, 26-24, 20-25, 25-22 |
| 13 luglio 2023 Isa Sports City Hall, Riffa Durata: 1h:37 - Spettatori: 100 | Egitto    | 1 - 3 | Rep. Ceca   | 13-25, 18-25, 25-15, 25-27 |

##### Classifica
| Pos. | Squadra     | Pt | G | V | P | SV | SP | Ratio | PF  | PS  | Ratio |
| ---- | ----------- | -- | - | - | - | -- | -- | ----- | --- | --- | ----- |
| 1.   | Rep. Ceca   | 9  | 3 | 3 | 0 | 9  | 1  | 9,000 | 242 | 185 | 1,308 |
| 2.   | Egitto      | 6  | 3 | 2 | 1 | 7  | 5  | 1,400 | 285 | 262 | 1,088 |
| 3.   | Messico     | 3  | 3 | 1 | 2 | 4  | 7  | 0,571 | 233 | 271 | 0,860 |
| 4.   | Stati Uniti | 0  | 3 | 0 | 3 | 2  | 9  | 0,222 | 226 | 268 | 0,843 |

      Qualificata alle semifinali per il nono posto.
      Qualificata alle semifinali per il tredicesimo posto.

### Fase finale

#### Finali 1º e 3º posto
|  | Semifinali | Semifinali | Semifinali |        |    | Finale          | Finale          | Finale          |  |
|  |            |            |            |        |    |                 |                 |                 |  |
|  | 1E         | Iran       | 3          |        |    |                 |                 |                 |  |
|  | 1E         | Iran       | 3          |        |    |                 |                 |                 |  |
|  | 2F         | Argentina  | 1          |        |    |                 |                 |                 |  |
|  | 2F         | Argentina  | 1          |        | 1E | Iran            | 3               |                 |  |
|  |            |            |            |        | 1E | Iran            | 3               |                 |  |
|  |            |            | 1F         | Italia | 2  |                 |                 |                 |  |
|  | 2E         | Bulgaria   | 1F         | Italia | 2  | 1               |                 |                 |  |
|  | 2E         | Bulgaria   |            |        |    | 1               |                 |                 |  |
|  | 1F         | Italia     | 3          |        |    | Finale 3º posto | Finale 3º posto | Finale 3º posto |  |
|  | 1F         | Italia     | 3          |        |    |                 |                 |                 |  |
|  |            |            |            |        |    |                 |                 |                 |  |
|  |            |            |            |        |    | 2F              | Argentina       | 0               |  |
|  |            |            |            |        |    | 2F              | Argentina       | 0               |  |
|  |            |            |            |        |    | 2E              | Bulgaria        | 3               |  |

##### Semifinali
| 15 luglio 2023 Isa Sports City Hall, Riffa Durata: 1h:42 - Spettatori: 800   | Italia | 3 - 1 | Bulgaria  | 23-25, 25-22, 25-23, 25-18 |
| 15 luglio 2023 Isa Sports City Hall, Riffa Durata: 1h:36 - Spettatori: 1 300 | Iran   | 3 - 1 | Argentina | 23-25, 25-21, 25-21, 25-20 |

##### Finale 3º posto
| 16 luglio 2023 Isa Sports City Hall, Riffa Durata: 1h:14 - Spettatori: 200 | Bulgaria | 3 - 0 | Argentina | 25-22, 28-26, 25-19 |

##### Finale
| 16 luglio 2023 Isa Sports City Hall, Riffa Durata: 1h:49 - Spettatori: 1 500 | Italia | 2 - 3 | Iran | 20-25, 25-23, 25-23, 16-25, 9-15 |

#### Finali 5º e 7º posto
|  | Semifinali | Semifinali | Semifinali |         |    | Finale 5º posto | Finale 5º posto | Finale 5º posto |  |
|  |            |            |            |         |    |                 |                 |                 |  |
|  | 3E         | Polonia    | 3          |         |    |                 |                 |                 |  |
|  | 3E         | Polonia    | 3          |         |    |                 |                 |                 |  |
|  | 4F         | Belgio     | 0          |         |    |                 |                 |                 |  |
|  | 4F         | Belgio     | 0          |         | 3E | Polonia         | 3               |                 |  |
|  |            |            |            |         | 3E | Polonia         | 3               |                 |  |
|  |            |            | 3F         | Brasile | 1  |                 |                 |                 |  |
|  | 4E         | Thailandia | 3F         | Brasile | 1  | 0               |                 |                 |  |
|  | 4E         | Thailandia |            |         |    | 0               |                 |                 |  |
|  | 3F         | Brasile    | 3          |         |    | Finale 7º posto | Finale 7º posto | Finale 7º posto |  |
|  | 3F         | Brasile    | 3          |         |    |                 |                 |                 |  |
|  |            |            |            |         |    |                 |                 |                 |  |
|  |            |            |            |         |    | 4F              | Belgio          | 3               |  |
|  |            |            |            |         |    | 4F              | Belgio          | 3               |  |
|  |            |            |            |         |    | 4E              | Thailandia      | 0               |  |

##### Semifinali
| 15 luglio 2023 Isa Sports City Hall, Riffa Durata: 1h:16 - Spettatori: 80  | Polonia | 3 - 0 | Belgio     | 25-19, 25-19, 27-25 |
| 15 luglio 2023 Isa Sports City Hall, Riffa Durata: 1h:03 - Spettatori: 150 | Brasile | 3 - 0 | Thailandia | 25-17, 25-18, 25-15 |

##### Finale 7º posto
| 16 luglio 2023 Isa Sports City Hall, Riffa Durata: 1h:10 - Spettatori: 80 | Belgio | 3 - 0 | Thailandia | 27-25, 25-21, 25-16 |

##### Finale 5º posto
| 16 luglio 2023 Isa Sports City Hall, Riffa Durata: 1h:43 - Spettatori: | Polonia | 3 - 1 | Brasile | 25-22, 21-25, 25-17, 25-22 |

#### Finali 9º e 11º posto
|  | Semifinali | Semifinali | Semifinali |           |    | Finale 9º posto  | Finale 9º posto  | Finale 9º posto  |  |
|  |            |            |            |           |    |                  |                  |                  |  |
|  | 1G         | Canada     | 1          |           |    |                  |                  |                  |  |
|  | 1G         | Canada     | 1          |           |    |                  |                  |                  |  |
|  | 2H         | Egitto     | 3          |           |    |                  |                  |                  |  |
|  | 2H         | Egitto     | 3          |           | 2H | Egitto           | 3                |                  |  |
|  |            |            |            |           | 2H | Egitto           | 3                |                  |  |
|  |            |            | 1H         | Rep. Ceca | 1  |                  |                  |                  |  |
|  | 2G         | India      | 1H         | Rep. Ceca | 1  | 1                |                  |                  |  |
|  | 2G         | India      |            |           |    | 1                |                  |                  |  |
|  | 1H         | Rep. Ceca  | 3          |           |    | Finale 11º posto | Finale 11º posto | Finale 11º posto |  |
|  | 1H         | Rep. Ceca  | 3          |           |    |                  |                  |                  |  |
|  |            |            |            |           |    |                  |                  |                  |  |
|  |            |            |            |           |    | 1G               | Canada           | 3                |  |
|  |            |            |            |           |    | 1G               | Canada           | 3                |  |
|  |            |            |            |           |    | 2G               | India            | 0                |  |

##### Semifinali
| 15 luglio 2023 Isa Sports City Hall, Riffa Durata: 1h:41 - Spettatori: 50 | Rep. Ceca | 3 - 1 | India  | 27-25, 23-25, 25-18, 25-17 |
| 15 luglio 2023 Isa Sports City Hall, Riffa Durata: 2h:01 - Spettatori: 80 | Canada    | 1 - 3 | Egitto | 27-25, 22-25, 23-25, 15-25 |

##### Finale 11º posto
| 16 luglio 2023 Isa Sports City Hall, Riffa Durata: 1h:16 - Spettatori: 75 | India | 0 - 3 | Canada | 19-25, 21-25, 29-31 |

##### Finale 9º posto
| 16 luglio 2023 Isa Sports City Hall, Riffa Durata: 1h:44 - Spettatori: 150 | Rep. Ceca | 1 - 3 | Egitto | 23-25, 25-22, 18-25, 14-25 |

#### Finali 13º e 15º posto
|  | Semifinali | Semifinali  | Semifinali |         |    | Finale 13º posto | Finale 13º posto | Finale 13º posto |  |
|  |            |             |            |         |    |                  |                  |                  |  |
|  | 3G         | Bahrein     | 1          |         |    |                  |                  |                  |  |
|  | 3G         | Bahrein     | 1          |         |    |                  |                  |                  |  |
|  | 4H         | Stati Uniti | 3          |         |    |                  |                  |                  |  |
|  | 4H         | Stati Uniti | 3          |         | 4H | Stati Uniti      | 3                |                  |  |
|  |            |             |            |         | 4H | Stati Uniti      | 3                |                  |  |
|  |            |             | 3H         | Messico | 0  |                  |                  |                  |  |
|  | 4G         | Tunisia     | 3H         | Messico | 0  | 1                |                  |                  |  |
|  | 4G         | Tunisia     |            |         |    | 1                |                  |                  |  |
|  | 3H         | Messico     | 3          |         |    | Finale 15º posto | Finale 15º posto | Finale 15º posto |  |
|  | 3H         | Messico     | 3          |         |    |                  |                  |                  |  |
|  |            |             |            |         |    |                  |                  |                  |  |
|  |            |             |            |         |    | 3G               | Bahrein          | 3                |  |
|  |            |             |            |         |    | 3G               | Bahrein          | 3                |  |
|  |            |             |            |         |    | 4G               | Tunisia          | 0                |  |

##### Semifinali
| 15 luglio 2023 Isa Sports City Hall, Riffa Durata: 1h:35 - Spettatori: 20 | Bahrein | 1 - 3 | Stati Uniti | 18-25, 22-25, 25-22, 21-25 |
| 15 luglio 2023 Isa Sports City Hall, Riffa Durata: 1h:39 - Spettatori: 50 | Messico | 3 - 1 | Tunisia     | 25-21, 22-25, 25-21, 25-22 |

##### Finale 15º posto
| 16 luglio 2023 Isa Sports City Hall, Riffa Durata: 1h:02 - Spettatori: 20 | Bahrein | 3 - 0 | Tunisia | 25-19, 25-16, 25-17 |

##### Finale 13º posto
| 16 luglio 2023 Isa Sports City Hall, Riffa Durata: 1h:03 - Spettatori: 60 | Stati Uniti | 3 - 0 | Messico | 25-15, 25-21, 25-18 |

## Classifica finale
| Pos | Squadra     | Rosa |
| --- | ----------- | --- |
|     | Iran        | Formazione: 2 Jelodarian Maman, 3 Bayati, 4 Hosseinpour, 5 Nasri, 7 Javan, 8 Golzadeh, 9 Khanzadeh, 10 Sepehri Fard, 12 P. Momeni, 13 Norouzi, 15 Behnezhad, 19 Haghparast, CT: G. Momeni  |
|     | Italia      | Formazione: 2 Boninfante, 5 Volpe, 6 Eccher, 7 Bovolenta, 8 Arguelles Sanchez, 10 Bartolucci, 11 Fanizza, 13 Laurenzano, 14 Orioli, 15 Staforini, 18 Iervolino, 19 Roberti, CT: Battocchio |
|     | Bulgaria    | Formazione: 3 Bučkov, 4 Stoev, 5 B. Nikolov, 6 Antov, 8 Pavlov, 9 Gărkov, 10 Palev, 11 A. Nikolov, 12 Tatarov, 13 Damjanov, 14 Mitov, 15 Bodurov, CT: Burattini                            |
| 4   | Argentina   | Formazione: 1 Albrecht, 2 Conde, 4 Vázquez, 6 Gómez, 7 Rojas, 8 Turcitu, 11 García, 12 Salazar, 14 Oldani, 16 Cabañas, 18 Ovalles, 19 Diaz, CT: Fernández                                  |
| 5   | Polonia     | Formazione: 1 Majchrzak, 2 Szymendera, 6 Olszewski, 7 Kubicki, 8 Nowik, 9 Kufka, 10 Nasevič, 11 Śliwka, 14 Hawryluk, 16 Nowak, 18 Biliński, 20 Hendzelewski, CT: Grabda                    |
| 6   | Brasile     | Formazione: 2 Cardoso, 5 Baioco, 6 Amorim, 7 do Nascimento, 8 Neufeld, 12 Sabi, 13 Lima, 14 França, 17 da Silva, 18 Guedes, 19 Bento, 20 Bergmann, CT: Novaes                              |
| 7   | Belgio      | Formazione: 1 Van Looveren, 5 Dermaux, 7 Reggers, 8 Verhamme, 10 Schroeven, 11 De Bruyn, 12 Verwimp, 16 Beelaert, 17 Vlahovic, 18 Van Loon, 19 Perin, 20 Ponseele, CT: Mariën              |
| 8   | Thailandia  | Formazione: 1 Bunsuk, 2 Thanomnoi, 3 Sangsak, 4 Bootsamrit, 5 Paradech, 8 Yotsanthia, 9 Ponsaen, 10 Takabut, 11 Khumpumee, 15 Aboubaca Sow, 18 Muangkot, 19 Muangkao, CT: Sripo            |
| 9   | Egitto      | Formazione: 4 Mohamed, 5 Khalifa, 7 Abdalla, 11 Hermash, 12 Aboulhassan, 13 Eid, 14 El-Labany, 15 Ibrahim, 17 Mohammed, 21 Awad, 22 Said, 23 El-Zomor, CT: Moselhi                         |
| 10  | Rep. Ceca   | Formazione: 7 Benda, 9 Klajmon, 11 Bryknar, 12 Kollátor, 13 Hilšer, 14 Pastrňák, 15 Bukáček, 16 Šálek, 17 Pelikán, 18 Černý, 19 Krča, 21 Leština, CT: Svoboda                              |
| 11  | Canada      | Formazione: 1 Mills, 2 S. Ludwig, 4 Greves, 5 Jehle, 7 Schmidt, 9 Musschoot, 10 Mamer, 11 Schoenherr, 12 Gingera, 13 Sargent, 16 Grahame, 18 Dueck, CT: A. Ludwig                          |
| 12  | India       | Formazione: 1 Kumar, 2 Selvam, 3 Sandeep, 5 Razza, 7 Chaudhary, 9 Choudhary, 10 Giri, 11 Singh, 13 Dagar, 17 Kaleeswaran, 18 Shekho, 19 Baliyan, CT: Sridharan                             |
| 13  | Stati Uniti | Formazione: 1 Merk, 5 Klein, 6 Doty, 12 Rowan, 13 Wetzel, 16 Omene, 17 Moser, 20 Rama, 21 Smith, 22 Rose, 23 Rottman, 25 Snoey, CT: Read                                                   |
| 14  | Messico     | Formazione: 1 García, 2 Hernández, 3 Maldonado, 7 Vargas, 9 Ibarra, 10 Castañeda, 11 Molina, 12 Arredondo, 13 González, 15 Esquivel, 20 Beltrán, 22 Domínguez, CT: Romero                  |
| 15  | Bahrein     | Formazione: 1 H. Ehsan, 4 Al-Bosta, 5 Warqaa, 6 Sayed H. Ali, 7 Abdulwahab, 8 Al-Arab, 9 Marhoon, 10 Sayed A. Ali, 12 Ramadhan, 13 Abdulla, 15 Al-Aiwi, 17 A. Ehsan, CT: Abdulwahed        |
| 16  | Tunisia     | Formazione: 1 Baccour, 2 Ben Tahar, 4 Bouallegue, 6 Kallel, 7 El-Meddeb, 11 Ben Arab, 12 Bouaziz, 13 Trabelsi, 15 Lemjid, 17 Glaoui, 19 Boussabah, 20 Dhouibi, CT: Karamosly               |

## Premi individuali
| Premio                | Nome                | Squadra  |
| --------------------- | ------------------- | -------- |
| MVP                   | Amir Golzadeh       | Iran     |
| Miglior palleggiatore | Arshia Behnezhad    | Iran     |
| Miglior opposto       | Amir Golzadeh       | Iran     |
| Miglior schiacciatore | Mobin Nasri         | Iran     |
| Miglior schiacciatore | Mattia Orioli       | Italia   |
| Miglior centrale      | Filippo Bartolucci  | Italia   |
| Miglior centrale      | Lazar Bučkov        | Bulgaria |
| Miglior libero        | Gabriele Laurenzano | Italia   |

## Statistiche
| Rendimento individuale | Rendimento individuale | Rendimento individuale | Rendimento individuale |
| Pos.                   | Nome                   | Punti                  | Squadra                |
| ---------------------- | ---------------------- | ---------------------- | ---------------------- |
| 1                      | Aleksandăr Nikolov     | 161                    | Bulgaria               |
| 2                      | Alessandro Bovolenta   | 154                    | Italia                 |
| 3                      | Sayed Hashem Ali       | 150                    | Bahrein                |
| 4                      | Aman Kumar             | 148                    | India                  |
| 5                      | Zyad Mohamed           | 143                    | Egitto                 |
| 6                      | Ferre Reggers          | 141                    | Belgio                 |
| 7                      | Husain Ehsan           | 137                    | Bahrein                |
| 8                      | Amir Golzadeh          | 136                    | Iran                   |
| 9                      | Kaden Schmidt          | 117                    | Canada                 |
| 10                     | Jakkrit Thanomnoi      | 115                    | Thailandia             |

| Attacchi vincenti | Attacchi vincenti    | Attacchi vincenti | Attacchi vincenti |
| Pos.              | Nome                 | Punti             | Squadra           |
| ----------------- | -------------------- | ----------------- | ----------------- |
| 1                 | Alessandro Bovolenta | 137               | Italia            |
| 2                 | Sayed Hashem Ali     | 135               | Bahrein           |
| 3                 | Aleksandăr Nikolov   | 130               | Bulgaria          |
| 4                 | Aman Kumar           | 127               | India             |
| 5                 | Ferre Reggers        | 122               | Belgio            |
| 6                 | Husain Ehsan         | 120               | Bahrein           |
| 7                 | Zyad Mohamed         | 118               | Egitto            |
| 8                 | Jakkrit Thanomnoi    | 108               | Thailandia        |
| 9                 | Amir Golzadeh        | 107               | Iran              |
| 10                | Khaled Bouallegue    | 97                | Tunisia           |
| 10                | Kaden Schmidt        | 97                | Canada            |

| Muri vincenti | Muri vincenti        | Muri vincenti | Muri vincenti |
| Pos.          | Nome                 | Punti         | Squadra       |
| ------------- | -------------------- | ------------- | ------------- |
| 1             | Mahdi Ben Tahar      | 31            | Tunisia       |
| 2             | Abdelrahman Mohammed | 26            | Egitto        |
| 3             | Sachin Dagar         | 25            | India         |
| 4             | Jasper Verhamme      | 24            | Belgio        |
| 5             | Imanol Salazar       | 21            | Argentina     |
| 6             | Simon Vlahovic       | 20            | Belgio        |
| 7             | Thiery do Nascimento | 18            | Brasile       |
| 8             | Lazar Bučkov         | 17            | Bulgaria      |
| 9             | Venislav Antov       | 16            | Bulgaria      |
| 9             | Erfan Norouzi        | 16            | Iran          |

| Battute vincenti | Battute vincenti     | Battute vincenti | Battute vincenti |
| Pos.             | Nome                 | Punti            | Squadra          |
| ---------------- | -------------------- | ---------------- | ---------------- |
| 1                | Aleksandăr Nikolov   | 25               | Bulgaria         |
| 2                | Poriya Khanzadeh     | 20               | Iran             |
| 3                | Amir Golzadeh        | 18               | Iran             |
| 4                | David Kollátor       | 16               | Rep. Ceca        |
| 5                | Aman Kumar           | 15               | India            |
| 6                | Aliaksej Nasevič     | 13               | Polonia          |
| 7                | Arthur Bento         | 12               | Brasile          |
| 7                | Zyad Mohamed         | 12               | Egitto           |
| 7                | Mattia Orioli        | 12               | Italia           |
| 10               | Sayed Hashem Ali     | 11               | Bahrein          |
| 10               | Alessandro Bovolenta | 11               | Italia           |
| 10               | Kajetan Kubicki      | 11               | Polonia          |